# Jacques Froissart
Pour les articles homonymes, voir Froissart.
Jacques Froissart dit Jacky, né le 7 novembre 1954 à Billy-Montigny (France), est un footballeur français.

## Biographie
Souffrant de blessures à répétition (quatre entorses et une tendinite), sa deuxième saison au RC Lens comme stagiaire professionnel est un échec. Il rentre à Orléans où il devient employé au service d'hygiène de la ville tout en jouant au football. 
Ce défenseur est de la Coupe de France 1980 avec Orléans.

## Palmarès
- Champion de deuxième division en 1973 avec le RC Lens[2]
- Finaliste de la Coupe de France 1980 (avec l'US Orléans)